# Emma Berglund
Pour les articles homonymes, voir Berglund.
Emma Berglund est une footballeuse internationale suédoise née le 19 décembre 1988. Elle évolue au poste de défenseur.

## Biographie

### En équipe nationale
Emma Berglund participe aux Jeux olympiques d'été de 2012 organisés à Londres. Elle joue quatre matchs lors du tournoi olympique. La Suède atteint les quarts de finale de la compétition, en étant éliminée par la France.
Emma Berglund dispute ensuite la Coupe du monde 2015 au Canada. Lors du mondial, elle joue deux matchs : contre le Nigeria, et l'Allemagne. La Suède atteint les huitièmes de finale du tournoi.
Emma Berglund participe ensuite aux Jeux olympiques d'été de 2016 organisés au Brésil.
Emma Berglund est en couple avec Loui Sand, ancien handballeur international féminin qui fit en 2019 son coming-out transgenre.

## Palmarès
- Championne de Suède en 2006, 2007 et 2008 avec l'Umeå IK ; en 2015 avec le FC Rosengård
- Vainqueur de la Coupe de Suède en 2007 avec l'Umeå IK
- Vainqueur de la Supercoupe de Suède en 2007 et 2008 avec l'Umeå IK ; en 2015 et 2016 avec le FC Rosengård